# Квинт Фулвий Нобилиор
Квинт Фулвий Нобилиор (на латински: Quintus Fulvius Nobilior) e политик на Римската република през 2 век пр.н.е.

## Биография
Син е на Марк Фулвий Нобилиор (консул 189 пр.н.е.) и брат на Марк Фулвий Нобилиор (консул 159 пр.н.е.).
През 184 пр.н.е. e triumvir за заселването на колонисти в колониите Потенция и Пизарум. Тогава дава на поета Квинт Ений римско гражданство. През 164 пр.н.е. той e едил.
През 153 пр.н.е. става консул заедно с Тит Аний Луск и е първият консул, който поема службата си на 1 януари, а не през март, както било дотогава нормално. Фулвий Нобилиор се бие в Испания против келтиберите и има тежки загуби при Нуманция, за което Катон го критикува. През 136 пр.н.е. той е цензор заедно с Апий Клавдий Пулхер.